# Dougga
Dougga (ar.: دقة‎) ili Thugga (lat.) je naselje u sjevernom Tunisu, koje je u Rimskom Carstvu bilo malim gradom rimske provincije Afrika. Njegovi raskošni ostaci svjedoče o životu malog grada na rubu velikog Carstva, zbog čega su 1997. godine upisani na UNESCO-ov popis mjesta svjetske baštine u Africi.

## Povijest
Thugga je osnovana prije 5. stoljeća pr. Kr. na strmim liticama (numidijski: Tukka), po čemu je i dobio ime, u središtu jako plodnog područja. U 4. stoljeću pr. Kr. pripala je feničanskoj Kartagi, koja se nalazi na obali sjeverno od Thugge. Diodor sa Sicilije spominje Thuggu kada spominje invaziju na Kartagu tiranina Agatokla sa Sicilije 305. pr. Kr. Nakon što su Rimljani uništili Kartagu 146. pr. Kr., Thuggu osvaja numidijski kralj Massinissa i pretvara ju u glavni grad svog kraljevstva.
God. 46. pr. Kr. Julije Cezar je anektirao Numidiju u novu rimsku provinciju Africa Nova, i Thugga je postala rimski grad. Tijekom vladavine cara Augusta, grad se sastojao od dva pravno odvojena dijela: domorodačko stanovništvo koje je svojim dijelom upravljalo prema tradicionalnim sustavima i rimsko stanovništvo koje je živjelo prema rimskim zakonima.
Iako mali grad koji nikada nije imao više od 5,000 stanovnika, grad je procvao zahvaljujući ruralnom gospodarstvu baziranom na izuzetno plodnom tlu. Za vrijeme careva iz dinastije Severa (193. – 235.) grad je dobio status municipium (općina), a za cara Galijena (261.) i najveći status, colonia. Prema broju obnova građevina i novih natpisa, grad je nastavio prosperirati kroz 4. stoljeće, i postao je biskupijom. U 5. stoljeću, za Vandalskog kraljevstva, njegov urbani život počeo je opadati. Uspostavom bizantske vlasti (533. – 698.) Thugga je dobila manju ulogu u političkom i gospodarskom životu područja. Malo se zna o gradu pred arapsko osvajanje, a netom nakon toga nikla je mala džamija Sidi Sahbija.
Danas je Dougga važno arheološko nalazište na kojemu rade tuniški arheolozi u suradnji sa sveučilištima iz Bordeauxa i Freiburga.

## Odlike
Thugga posjeduje izvanredan kompleks javnih zgrada: hramovi i svetišta, forum, terme, kazalište, amfiteatar, hipodrom, tržnice, te cisterne i fontane. Privatni život se da iščitati iz brojnih dobro sačuvanih većih i manjih kuća, trgovina i mauzoleja.
Mali četvrtasti forum, koji je okružen kolonadom, je dijelom pregrađen bizantskim utvrdama. S jedne njegove strane nalazi se Kapitolij posvećenog trijadi rimskih bogova (Jupiter, Juno i Minerva) koji se smatra najboljim primjerom ove građevine u Africi.
Rimsko kazalište je izvan rimskih proporcija i jako je malo, a njegova pozornica (scenae frons) ima izvorni podni mozaik.
Od hramova najbolje su sačuvani Hram Juno Caelestis (ili punske božice Tanit) iz 230. godine, i Saturnov hram na rubu rimskog dijela grada, koji je izgrađen na mjestu starijeg Baalovog hrama.
U gradu postoje dva slavoluka od kojih je onaj Septimija Severa podosta oštećen, dok je onaj Aleksandra Severa dobrostojeći.
Tu su i dobro sačuvane licijske terme iz 3. stoljeća.
Jednim od najznačajnijih spomenika Thugge smatra se Libijsko-punski mauzolej-toranj u južnom dijelu grada, koji je jedini važniji punski spomenik u Tunisu koji je preživio do danas, a koji je pomogao dešifrirati numidijsko pismo. Obnovljen je od 1908. – 10. godine.
- Libijsko-punski mauzolej iz 2. st. pr. Kr.
- Kapitolij
- Hram Juno Cealestis 1900. god.
- Slavoluk Aleksandra Severa
- Ostaci termi
- Ostaci akvedukta

## Vanjske poveznice
- Portal arheološkog lokaliteta Dougga i okolice (fr.)
- Thugga Sveučilište u Freiburgu (njem.)
- Rimske ruševine Dougge  Arhivirana inačica izvorne stranice od 30. siječnja 2006. (Wayback Machine) Lexicorient (engl.)